# 加里波第纪念碑 (罗马)

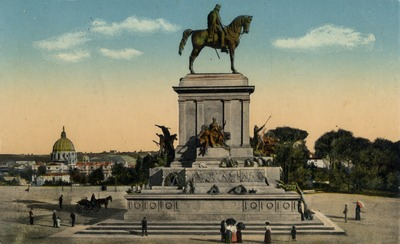
加里波底紀念碑。配圖郵政明信片，1910年。

加里波第紀念碑是一座義大利民族英雄朱塞佩·加里波第的騎馬雕像，位於義大利羅馬贾尼科洛山上加里波第廣場，它由埃米利奧·加洛里（Emilio Gallori）建造，並於1895年9月20日羅馬被佔領二十週年之際揭幕。這尊雕像最初被命名為「兩個世界的英雄」，以紀念加里波第在南美洲和歐洲的軍事成就。